# Robert II de Flandre
Pour les articles homonymes, voir Robert II.
Robert II de Flandre dit Robert le Hiérosolymitain ou Robert II de Jérusalem (1065 - † 1111). Il est le fils du comte Robert Ier de Flandre (v. 1035 - † 1093), et de Gertrude de Saxe. Il est comte de Flandre de 1093 à 1111.

## Biographie
Robert II étant le fils le plus âgé de Robert Ier, ce dernier l'associe au gouvernement dès 1086, probablement pour asseoir définitivement la branche cadette des Baudouinides de Flandre sur le comté. C'est lui qui assure la régence du comté lors du pèlerinage de son père en Terre sainte (1085-1091). Le soutien à l'Église est alors notable à l'intérieur du pays, comme le montre le choix par le comte de Flandre en 1089 du prévôt du chapitre de Saint-Donatien de Bruges comme chef de l'administration de ses domaines.
En 1096, il répond à l’appel à la première croisade lancé par le pape Urbain II, et suit Godefroid de Bouillon, après avoir organisé le conseil de régence du comté. Il est avec Hugues de Vermandois, Raymond de St-Gilles, Robert Courteheuse, Baudouin II de Hainaut, Bohémond de Tarente et son neveu Tancrède de Hauteville, l’un des principaux chefs de la croisade. Il participe au siège de Nicée, à la prise d’Antioche en octobre 1097 et à la prise de Jérusalem, le 15 juillet 1099, lors de laquelle il se couvre de gloire en entrant dans Jérusalem parmi les premiers chevaliers vainqueurs. En septembre 1099, il refuse la royauté sur la ville sainte et rentre en Flandre avec le duc de Normandie, ramenant une précieuse relique, le bras de saint Georges, offerte par l’empereur Alexis Ier Comnène ; c’est l’église abbatiale d'Anchin qui la reçoit.
Dans le même temps est construite l'abbaye Saint-André de Bruges dans le quartier Sint-Andries où le comte fit conserver une Sainte Lance rapportée de Terre sainte. Sa croisade, émaillée de nombreux pillages, lui vaut son surnom de Robert de Jérusalem. Durant cette absence, l’empereur Henri IV avait tenté de s’emparer de la Flandre impériale.
Lorsque, après la mort de Gérard, deux candidats se disputèrent le siège de Cambrai, l'ambition de Robert se prête volontiers aux desseins de la papauté ; Urbain II dépose Waucher, l'évêque impérial, au profit de son compétiteur français Manassès, et Pascal II fait inviter par l'archevêque de Reims le comte de Flandre à prêter l'appui de ses armes à la bonne cause. C'est à ce moment que l'ancien diocèse d'Arras est distrait de celui de Cambrai et considéré comme un ressort distinct (1093). Le roi de France et le comte ont tous deux intérêt à se débarrasser de l'ingérence d'un évêque allemand.
Plusieurs seigneurs du voisinage secondent l'entreprise du comte de Flandre, auquel ils ouvrent leurs places fortes : Amaury de Gouy, Hugues d'Oisy, Manassès de Rumilies, Anselme de Bouchain, entre autres.
En octobre 1102, Henri IV accourt au secours de Waucher. Il s'empare de Lécluse, de Bouchain, de Marquion (que Robert venait d'élever sur le territoire cambrésien), de Palluel, d'Inchy. Robert préfère faire amende honorable et se rend à Liège le 29 juin 1103, pour prêter hommage à Henri IV,
Mais dès 1105, le nouvel empereur, Henri V, marche sur la Flandre, appuyé par le comte de Hainaut Baudouin III et les Hollandais. Ils échouent devant Douai et une nouvelle paix est signée, reconnaissant au comte de Flandre la possession de Douai ainsi que celle de la cité de Cambrai et de sa châtellenie.
Le roi d’Angleterre Henri Ier refusant de payer les traites de la rente annuelle accordée au comte de Flandre en échange d'une aide qui lui a été apportée, Robert, en bon vassal, s’allie au roi de France Louis VI et attaque la Normandie. En diversion, Thibaud II de Champagne, beau-frère d'Henri Ier, dresse les barons français contre leur roi. Robert marche alors sur Meaux, mais se noie en franchissant la Marne sur un pont qui s'effondre au passage de sa cavalerie.

## Mariage et descendance
Marié en 1092 avec Clémence de Bourgogne, fille de Guillaume Ier de Bourgogne et d'Étiennette de Bourgogne, Robert à 3 enfants:
- Baudouin VII (v. 1093-1119), comte de Flandre de 1111 à 1119 ;
- Guillaume (1094-1109) inhumé dans l'abbaye Saint-Bertin de Saint-Omer[5] ;
- Philippe (1095-) (mort jeune).